# Pavel Göbl
Pavel Göbl (* 7. dubna 1967, Uherské Hradiště) je český filmový režisér, scenárista a spisovatel.

## Život
Vyrůstal v Uherském Brodě, zde maturoval na gymnáziu. Studoval slévárenskou technologii na Vysokém učení technickém v Brně, studium však nedokončil, během civilní služby pracoval jako redaktor regionálních novin v Uherském Brodě a pak prošel celou řadou zaměstnání (kulisák v Mahenově divadle, manipulační dělník na železnici, chemik-litec ve filmových laboratořích ve Zlíně, pomocník v pizzerii v Kolíně nad Rýnem). Poté studoval Zlínskou filmovou školu a v letech 1995–2002 FAMU, na níž vystudoval obor filmová a televizní režie.
Natáčel klip k písni Tomáše Kluse Pocity.
Žije ve Valašském Meziříčí, Varnsdorfu, Uherském Brodě a Praze.

## Dílo

### Filmografie
- Země na obzoru, 1997 – námět, scénář, režie a výprava; krátkometrážní v rámci studia na FAMU; Cena Pavla Juráčka
- Ranní ptáče aneb Pavouci nikdy nespí, 1998 – námět, scénář, režie, produkce a výroba; krátkometrážní, hrají: Blanka Kunčarová…; Cena Pavla Juráčka
- Otevřená krajina svobodného muže, 1998, středometrážní; součást povídkového filmu Radhošť, 2002 – námět, scénář, režie, hudba i výprava; Cena Kodaku pro nejlepší film roku a Cena Pavla Juráčka za scénář
- Šťáva, 2004, televizní film – režie
- Balíci, 2005, televizní film – režie a spoluautorství scénáře
- Ještě žiju s věšákem, plácačkou a čepicí, 2006 – spoluautorství scénáře a spolurežie; celovečerní debut
- Veni, vidi, vici..., 2009
- Kovář z Podlesí, 2013
- Odborný dohled nad východem Slunce, 2014
- Odborný dohled nad výkladem snu, 2018
- Tichý společník, 2021

### Rozhlasové hry
- Z pekla i nebe, 2013 – podle vlastní knihy Penis pravdy 2012